# Storbeck-Frankendorf
Storbeck-Frankendorf ist eine Gemeinde im Landkreis Ostprignitz-Ruppin in Brandenburg. Sie wird vom Amt Temnitz verwaltet.

## Geographie
Storbeck-Frankendorf liegt, eingefasst von Ackerland, auf der Ruppiner Platte, etwa 5 km nördlich der Kreisstadt Neuruppin. Nördlich der Gemeinde erstreckt sich ein ausgedehntes Waldgebiet.

## Gemeindegliederung
Zur Gemeinde Storbeck-Frankendorf gehören die Ortsteile Frankendorf und Storbeck sowie die Wohnplätze Siedlung und Waisenkrug. Auf der Gemarkung von Frankendorf lag der ehemalige Wohnplatz Dossmannsofen.

## Geschichte
Storbeck wurde im Jahre 1691 von zwölf bäuerlichen Familien aus der Schweiz auf dem Vorwerk Storbeck des Amtes Altruppin aufgebaut und steht heute fast an derselben Stelle wie das untergegangene mittelalterliche Dorf gleichen Namens. Auf der Gemarkung des Dorfes wurden von dem Vorgeschichtsforscher Martin Schultze vier germanische und zwei mittelalterliche deutsche Fundstätten ermittelt.
Vom mittelalterlichen Dorf existieren nur wenige Urkunden, dementsprechend ist darüber so gut wie nichts bekannt. Es wurde vermutlich im Zuge der West-Ost-Siedlung zwischen den Jahren 1000 und 1200 von Bauern niedersächsischer Herkunft gegründet und um das Jahr 1527 in den Ruppinisch-Pommerschen Fehden zerstört. Das mittelalterliche lag, nach den bisherigen Untersuchungen zu urteilen, quer zum heutigen Dorf im Zuge des Molchower Weges. Das Amt Altruppin errichtete auf der wüsten Gemarkung später ein Amtsvorwerk in kleinerem Umfang, das darauf auch in größerem Maße als Schäferei diente.
Durch den Ansiedlungsvertrag vom 6. Mai 1691 wurde das Vorwerk mitsamt der Schäferei aufgelöst und die gesamte nutzbare Fläche nebst den bereits sehr stark bewachsenen Teilen der mittelalterlichen Feldmark zwölf Schweizer Bauern zum Aufbau eines neuen Dorfes Storbeck überlassen. Diese Schweizer Bauern gehörten neben ihren Familien – keine Familie hatte weniger als vier Kinder – dem von Zwingli begründeten evangelisch-reformierten Glaubensbekenntnis an. Sie alle aber hatten ihre Schweizer Bergheimat nicht, wie vielfach fälschlich behauptet wurde, aus religiösen Gründen verlassen, wie die kurz vor ihnen im Jahre 1685 nach der Mark gekommenen Hugenotten, sondern einzig und allein aus wirtschaftlichen Gründen. Sie stammten allesamt aus Ortschaften der heutigen Kantone Basel, Bern und Zürich. Gegenüber ihrer früheren Heimat fanden sie hier völlig andere Verhältnisse vor. Einige der ersten Familien sind heute ausgestorben, einige wenige Nachkommen leben heute in anderen Orten der Mark. Aber andere Geschlechter gleichfalls Schweizer Herkunft sind wieder dazugekommen.
Storbeck und Frankendorf gehörten seit dem 14. Jahrhundert zur Herrschaft Ruppin, seit 1524 zum Kreis Ruppin in der Mark Brandenburg und ab 1952 zum Kreis Neuruppin im DDR-Bezirk Potsdam. Seit 1993 liegen die Orte im brandenburgischen Kreis Ostprignitz-Ruppin.
Am 10. Januar 2002 entstand durch freiwilligen Zusammenschluss der bis dahin selbstständigen Gemeinden Storbeck und Frankendorf die Gemeinde Storbeck-Frankendorf.

## Bevölkerungsentwicklung
| Jahr                  | 1875 | 1910 | 1939 | 1946 | 1950 | 1971 | 1990 | 1995 | 2000 | 2001 | 2002 | 2005 | 2010 | 2015 | 2020 | 2021 | 2022 | 2023 | 2024 |
| --------------------- | ---- | ---- | ---- | ---- | ---- | ---- | ---- | ---- | ---- | ---- | ---- | ---- | ---- | ---- | ---- | ---- | ---- | ---- | ---- |
| Storbeck              | 265  | 246  | 243  | 389  | 346  | 245  | 182  | 207  | 232  | 239  |      |      |      |      |      |      |      |      |      |
| Frankendorf           | 567  | 443  | 411  | 650  | 569  | 334  | 264  | 263  | 289  | 291  |      |      |      |      |      |      |      |      |      |
| Storbeck- Frankendorf |      |      |      |      |      |      |      |      |      |      | 551  | 537  | 503  | 478  | 481  | 479  | 468  | 471  | 490  |

Gebietsstand des jeweiligen Jahres, Einwohnerzahl: Stand 31. Dezember (ab 1991), ab 2011 auf Basis des Zensus 2011, 2024

## Politik

### Gemeindevertretung
Die Gemeindevertretung von Storbeck-Frankendorf besteht aus acht Gemeindevertretern und dem ehrenamtlichen Bürgermeister. Die Kommunalwahl am 26. Mai 2019 führte zu folgendem Ergebnis:
| Partei / Wählergruppe             | Stimmenanteil | Sitze |
| --------------------------------- | ------------- | ----- |
| Wählergruppe Frankendorf          | 57,4 %        | 5     |
| Einzelbewerberin Ute Gutsche      | 14,8 %        | 1     |
| Einzelbewerber Guido Semrau       | 09,5 %        | 1     |
| Einzelbewerber Jens Steffin       | 08,3 %        | 1     |
| Einzelbewerberin Anna Burghardt   | 05,1 %        | –     |
| Einzelbewerberin Christin Eichler | 04,9 %        | –     |

### Bürgermeister
- 2003–2008: Horst Huth[9]
- 2008–2014: Detlef Scholz[10]
- 2014–2024: Hans-Jürgen Berner[11]
- seit 2024: Frank Ißleib

Ißleib wurde bei der Bürgermeisterwahl am 9. Juni 2024 ohne Gegenkandidat mit 76,7 % der gültigen Stimmen für eine erste Amtszeit von fünf Jahren zum ehrenamtlichen Bürgermeister gewählt.

## Sehenswürdigkeiten und Kultur
Vereine

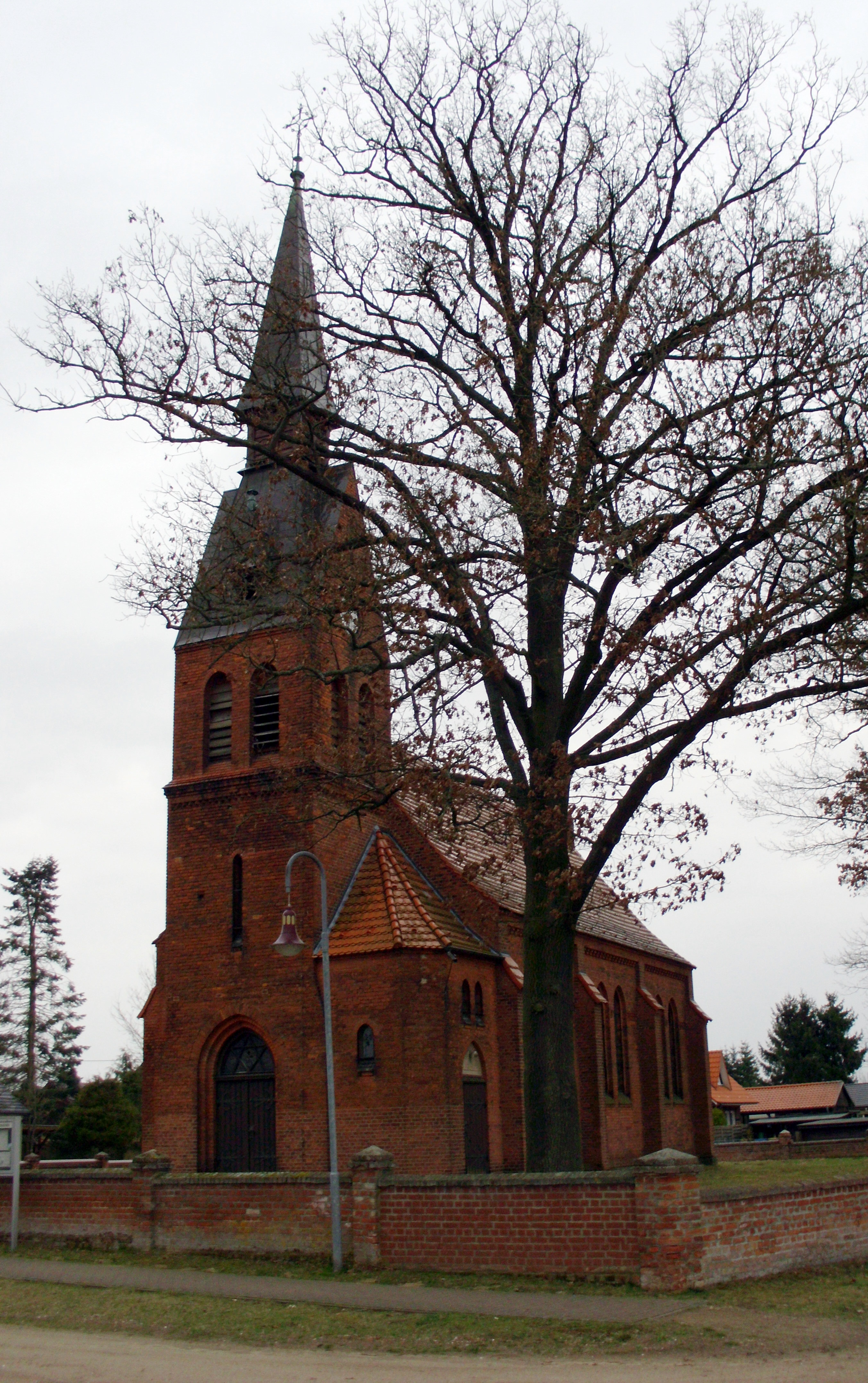
Dorfkirche Frankendorf

Der Frankendorfer Heimatverein e. V. wurde 2001 gegründet und hat etwa 30 Mitglieder. Er veranstaltet jährlich mehrere Feste und arbeitet die Dorfgeschichte auf.

## Verkehr
Die Gemeinde liegt an der Landesstraße L 18 zwischen Herzsprung und Neuruppin. Etwa 8 km südlich des Gemeindezentrums liegt die Anschlussstelle Neuruppin der Autobahn A 24 Berlin–Hamburg.